# Aegidius Kolb
Aegidius Kolb (* 13. August 1923 in Sonthofen; † 13. März 1993 in Ottobeuren) war ein deutscher Benediktiner (OSB) und Heimatforscher.

## Leben
Rudolf Kolb besuchte Schulen in Gars am Inn und Dillingen an der Donau. 1941 wurde er zum Reichsarbeitsdienst und anschließend zur Wehrmacht einberufen. Nach der Entlassung aus der Kriegsgefangenschaft studierte er ab 1945 an der PTH Dillingen Philosophie und Theologie. Im selben Jahr trat er ins Kloster Ottobeuren ein und erhielt den Ordensnamen Aegidius. 1947 setzte er seine theologischen Studien in Dillingen, später in München fort. Joseph Freundorfer weihte ihn am 21. Mai 1950 zum Priester. Danach war er Seelsorger in Ottobeuren und in Lachen, betreute das Klosterarchiv und studierte in München Geschichte und Archivwissenschaft. Er war Dekan der Historischen Sektion der Bayerischen Benediktinerakademie, Mitglied der Schwäbischen Forschungsgemeinschaft bei der bayerischen Akademie der Wissenschaften, Archiv- und Heimatpfleger im Landkreis Unterallgäu und zeitweise Universitätsarchivar in Salzburg.

## Schriften (Auswahl)
- Präsidium und Professorenkollegium der Benediktiner-Universität Salzburg. In: Mitteilungen der Gesellschaft für Salzburger Landeskunde. Jahrgang 102, Salzburg 1962, S. 117–166 (zobodat.at [PDF]).
- Zur Geschichte der Pfarrei St. Michael Sonthofen. Sonthofen 1963, OCLC 1068885135.
- als Herausgeber mit Hermann Tüchle: Ottobeuren. Festschrift zur 1200-Jahrfeier der Abtei 764–1964. Augsburg 1964, OCLC 170871960.
- als Herausgeber mit Jean F. Neurohr: Deutschfranzösische Begegnung, Ottobeuren 1967. Augsburg 1967, OCLC 251720875.
- Im Einen und Dreieinigen. Donauwörth 1978, ISBN 3-403-00921-1.
- mit Manfred Putz: Wappen im Landkreis Unterallgäu, Mindelheim 1991.
- mit Ewald Kohler: Ostallgäu – Einst und Jetzt, Kempten 1984, ISBN 3880061033

## Wappen
Von Kolb stammen unter anderem die Entwürfe der Gemeindewappen von Buxheim, Böhen, Holzgünz und Lachen.